# Palélimnos (Réthymnon)
Palélimnos ou Palaílimnos, en grec moderne : Παλαίλιμνος, est un village du dème de Réthymnon, en Crète, en Grèce. Selon le recensement de 2011, la population de Palélimnos compte 53 habitants. Le village est situé à une altitude de 300 m et à 16 km de Réthymnon.